# Izegem Koers
Izegem Koers is een jaarlijkse wielerwedstrijd in het West-Vlaamse Izegem die sinds 1968 georganiseerd wordt. De wedstrijd geldt als het officieus West-Vlaams kampioenschap voor profwielrenners.

## Lijst van winnaars

### Meervoudige winnaars
| Overwinningen | Renner                 | Jaren            |
| ------------- | ---------------------- | ---------------- |
| 3             | Patrick Sercu          | 1971, 1975, 1980 |
| 2             | Jean-Luc Vandenbroucke | 1977, 1981       |
| 2             | Dirk Clarysse          | 1985, 1986       |
| 2             | Nico Emonds            | 1990, 1993       |
| 2             | Ludo Dierckxsens       | 1994, 1997       |
| 2             | Wim Feys               | 1996, 1998       |
| 2             | Niko Eeckhout          | 2006, 2007       |
| 2             | Yves Lampaert          | 2014, 2019       |
| 2             | Dries De Bondt         | 2023, 2024       |

### Overwinningen per land
| Overwinningen | Land                                          |
| ------------- | --------------------------------------------- |
| 45            | België                                        |
| 4             | Nederland                                     |
| 1             | Australië, Frankrijk, Italië, Japan, Litouwen |